# اومبریل

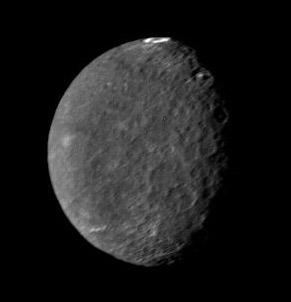
اومبریل؛ یکی از قمرهای سیارهٔ اورانوس

اومبریل تیره‌رنگ‌ترین قمر سیارهٔ اورانوس است.
قطر اومبریل ۱٬۱۸۵ کیلومتر است و در فاصلهٔ ۲۶۴٬۸۰۰ کیلومتری از مرکز اورانوس قرار دارد.
اومبریل سطح تیرهٔ دهانه‌دار یکنواختی دارد و تنها یک دهانهٔ درخشان به قطر ۱۴۰ کیلومتر دارد.
در میان پنج قمر بزرگ اورانوس، فعالیت درونی این ماه از همه کمتر است.
یکی از حفره‌های برخوردی سطح اومبریل نامی فارسی دارد و پری نامیده می‌شود.
تنها نگاره‌های نمای نزدیکی که تاکنون از اومبریل گرفته شده توسط کاوشگر وییجر ۲ بوده‌است. این کاوشگر، به هنگام گذر خود از اورانوس در ژانویهٔ ۱۹۸۶ مشاهداتی از اومبریل انجام داد. در هنگام این گذر، نیمکرهٔ جنوبی اومبریل رو به خورشید بود و این کاوشگر توانست تنها این نیمه را مشاهده کند.